# Прва Јерменија
Прва Јерменија (лат. Armenia Prima) област је у историјској Јерменији. У различита времена под Првом Јерменијом подразумевале су се различите територије:
- Јерменски историчар Мовсес Хоренаци, под Првом Јерменијом (или Првоначалном Јерменијом) означава област града Мажак (Кесарија).
- Према административној подели Теодосија I (378-386), Прва Јерменија је област у саставу Мале Јерменије, укључујући горњи и средњи ток реке Гаил и горњи ток реке Алис. Главни град области је Севастија, други градови су Колонеја []), Никопољ, Сатала и остали.
- Према административној подели Јустинијана I (535-536), Прва Јерменија је област у саставу Византијског царства. Обухватала је неке градове некадашње Прве Јерменије (Колонеја, Сатала, Никопољ), део Понта (са центром у Трапизону ), као и део Унутрашње Јерменије[1] (Теодосиопољ)[2].
- Понекад се Прва Јерменија назива Високом Јерменијом [].